# Jacopo Mazzoni

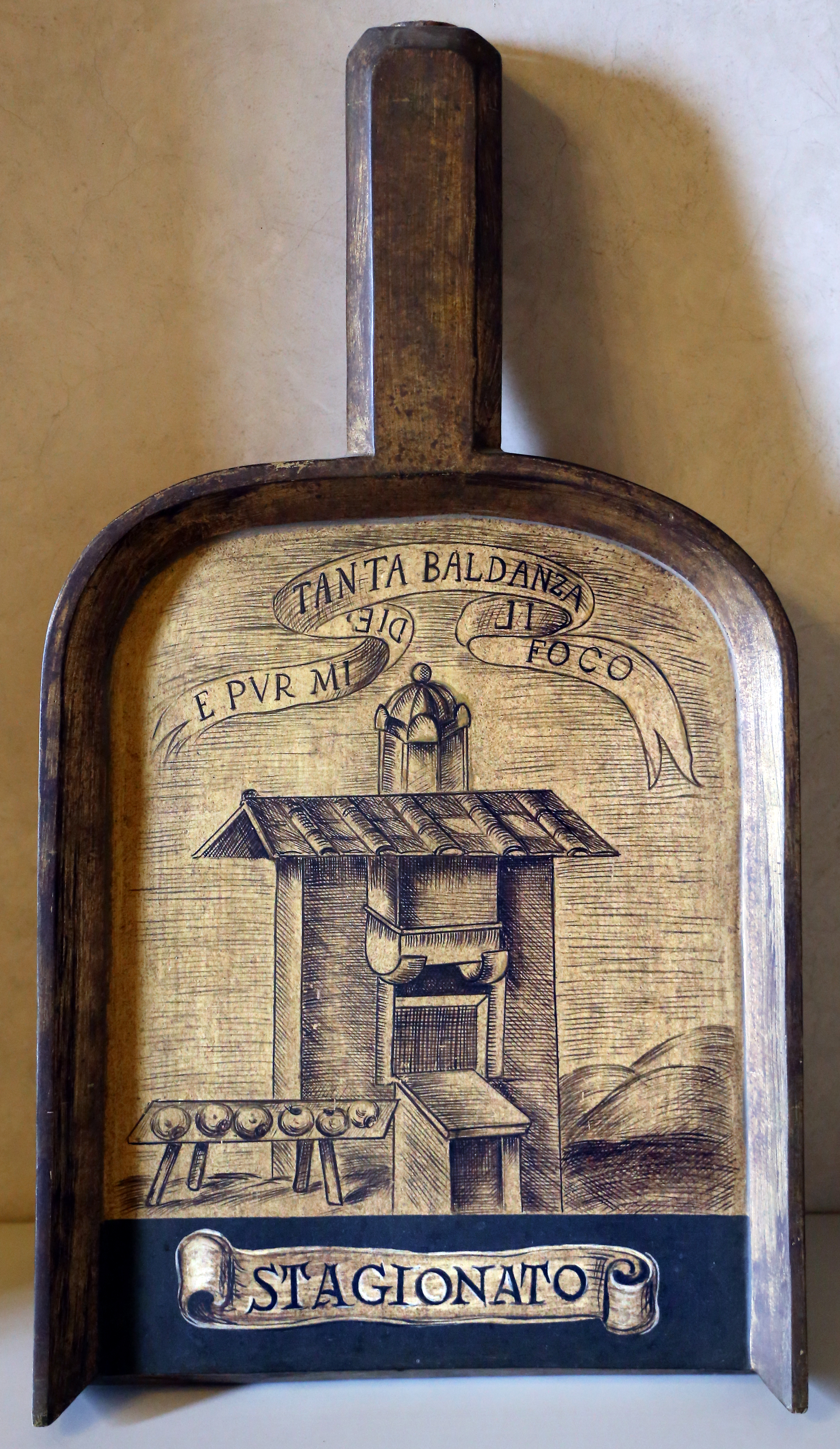
La pala di Jacopo Mazzoni (Stagionato) all'Accademia della Crusca

Jacopo Mazzoni (Cesena, 1548 - Ferrara, 1598) fue un filósofo italiano.

## Biografía
Nacido en Cesena, estudió hebreo, griego, latín, retórica y poética en Bolonia. En 1563 se trasladó a la Universidad de Padua para iniciar sus estudios de filosofía y jurisprudencia. 
Reconocido como uno de los más eminentes eruditos de su época, Mazzoni también fue famoso por tener una excelente memoria, la cual le permitía citar regularmente pasajes de Dante Alighieri, Lucrecio, Virgilio y otros autores de la antigüedad en sus debates. Esta cualidad también lo hizo sobresalir en competencias de memorización, pruebas en las que ganaba casi siempre.
Posteriormente, Mazzoni enseñaría en distintas universidades de Roma, París y Cesena, siendo también uno de los responsables de la creación de la Accademia della Crusca. Fue una autoridad reconocida en lenguas antiguas y filología, dando un empuje al estudio científico del idioma italiano.
Mazzoni murió en Ferrara, Italia, en 1598.

## Pensamiento
Aunque Mazzoni se consideraba primeramente un filósofo (Adams, 178), su mayor obra relacionada con la filosofía (un intento de reconciliar las teorías de Platón y Aristóteles llamado De Triplici Hominum Vita, publicado en 1576) no tuvo mucha repercusión. Mazzoni es más recordado por sus trabajos sobre crítica literaria, en particular por la defensa de la Divina Comedia de Dante Alighieri a la que dedicó dos volúmenes.
El primero de ellos, publicado en 1572, se intituló Discorso in Difesa della Commedia del Divino Poeta Dante. Mazzoni fue invitado a escribir sobre esa temática por un amigo noble, quien lamentaba las críticas que había formulado Castravilla sobre la Divina Comedia. El escrito resultante atrajo críticas que señalaron la vaguedad de ciertos razonamientos y su tendencia a contradecir más que a refutar a los detractores de Dante.
Fue en respuesta a estos cuestionamientos de sus contemporáneos (en particular, los de Belisario Bulgarini), que Mazzoni escribió el segundo de sus trabajos, más extenso y complejo. En este escrito desarrolla su teoría de la poética en la cual, influenciado fuertemente por Platón y Aristóteles, analiza la mimesis, el rol de la poesía y la diferencia entre «poético» y «poesía».

### Astronomía
Interesado también en la astronomía, Mazzoni expone su teoría en un trabajo de 1597 titulado In universam Platonis et Aristotelis philosophiam preludia. Allí defiende el sistema geocéntrico de Aristóteles por sobre la teoría heliocéntrica de Copérnico. Este trabajo se ha hecho muy conocido porque Galileo Galilei, luego de leerlo, le envió a Mazzoni una carta fechada el 30 de mayo de 1597 en la que defendía a Copérnico. Dicha misiva es el testimonio más antiguo que se conserva de la adhesión de Galileo a la teoría heliocéntrica.